# Bersama yangambiensis
Bersama yangambiensis är en tvåhjärtbladig växtart som beskrevs av L.Toussaint. Bersama yangambiensis ingår i släktet Bersama och familjen Melianthaceae. Inga underarter finns listade i Catalogue of Life.